# Grecia asiática

Regiones de Anatolia en la antigüedad.

Se conoce como Grecia asiática a la parte de la península de Anatolia donde los griegos estuvieron establecidos en la Antigüedad. Principalmente se trataba del litoral occidental de esa península y las islas adyacentes. 
De norte a sur se divide en Eólida, Jonia y Dórida, de acuerdo con los dialectos hablados en ellas. El norte de Eolia es la Tróade, la comarca donde estaba Troya. Son eolias las islas de Lesbos (capital, Mitilene) y Ténedos.
La costa central o Jonia albergó verdaderas potencias griegas como Focea, Éfeso y Mileto. Están allí Clazómenas, Teos, Magnesia del Sipilos y Colofón. Entre Éfeso y Mileto corre el río Meandro. Son jonias las grandes islas de Quíos, Samos e Icaria. Al sur, los dorios ocuparon una gran parte de la región de Caria donde destacaron ciudades como Halicarnaso y Cnido, y la isla de Rodas.
Desde estos lugares partieron numerosas expediciones a otras zonas donde fundaron nuevas colonias, principalmente a lo largo de la costa del mar Negro.